# Luis Avelino Ceballos
Luis Avelino Ceballos Bustos (n. Lota, Región del Biobío, Chile, 20 de septiembre de 1964) es un exfutbolista chileno y actual entrenador que jugaba en la posición de mediocampista. Desde enero de 2020 dirige al club Malleco Unido.

## Trayectoria

### Como jugador
Se inició en las divisiones inferiores de Lota Schwager, club en el que debuta como profesional el año 1984. El año 1986 logra el ascenso a primera división con el club lotino al coronarse campeón de la Segunda División 1986. En 1988 llega a Cobreloa cuadro con el que logra el título de la Primera División.
Posteriormente juega en Fernández Vial, O'Higgins de Rancagua, Colo-Colo, Independiente Santa Fe de Colombia, Universidad Católica, Deportes La Serena, Huachipato y Everton de Viña del Mar.
Durante su estancia en Universidad Católica, Ceballos indicó que durante 1995 dicho equipo consumía estupefacientes a fin de mejorar su rendimiento deportivo.

### Como entrenador
Tras dejar el fútbol profesional se ha desempeñado como entrenador del fútbol joven en clubes como Naval de Talcahuano y Fernández Vial, e igualmente ha trabajado con series menores en equipos de la Octava Región.

## Selección nacional
Vistió la camiseta de la Selección de fútbol de Chile B que disputó los Juegos Panamericanos de Indianapolís, donde la "Roja" obtuvo la medalla de plata tras superar en semifinales a Argentina por 3–2, y caer derrotado por Brasil por 0–2 en el juego final, coronándose subcampeón del torneo.

### Particpación en Juegos Panamericanos
| Juegos                             | Sede           | Resultado        |
| ---------------------------------- | -------------- | ---------------- |
| Panamericanos de Indianápolis 1987 | Estados Unidos | Medalla de Plata |

## Clubes

### Como jugador
| Club                   | País     | Año       |
| ---------------------- | -------- | --------- |
| Lota Schwager          | Chile    | 1984-1986 |
| Fernández Vial         | Chile    | 1987      |
| Cobreloa               | Chile    | 1988      |
| Fernández Vial         | Chile    | 1989-1991 |
| O'Higgins              | Chile    | 1992-1993 |
| Colo-Colo              | Chile    | 1994      |
| Independiente Santa Fe | Colombia | 1994      |
| Universidad Católica   | Chile    | 1995-1996 |
| Deportes La Serena     | Chile    | 1997-1998 |
| Huachipato             | Chile    | 1999-2002 |
| Everton                | Chile    | 2003      |
| Fernández Vial         | Chile    | 2004      |

### Como entrenador
| Club           | País  | Año       |
| -------------- | ----- | --------- |
| Fernández Vial | Chile | 2005      |
| Malleco Unido  | Chile | 2020-Act. |

## Palmarés

### Campeonatos nacionales
| Título           | Club                    | País  | Año  |
| ---------------- | ----------------------- | ----- | ---- |
| Primera B        | Lota Schwager           | Chile | 1986 |
| Primera División | Cobreloa                | Chile | 1988 |
| Copa Chile       | Colo-Colo               | Chile | 1994 |
| Copa Chile       | Universidad Católica    | Chile | 1995 |
| Primera B        | Everton de Viña del Mar | Chile | 2003 |

### Campeonatos internacionales
| Título                            | Club (*)                     | País           | Año  |
| --------------------------------- | ---------------------------- | -------------- | ---- |
| Medalla de plata en Panamericanos | Selección de fútbol de Chile | Estados Unidos | 1987 |

(*) Incluyendo la Selección

| Predecesor: Juan Umaña | Capitán de Huachipato 1999-2002 | Sucesor: Rodrigo Rain |